# Où sont les femmes ?
Singles de Patrick Juvet
Faut pas rêver
(1976) Megalomania
(1977)
Où sont les femmes ? est une chanson de Patrick Juvet parue sur l'album Paris by Night en 1977.

## Genèse
Nouvelle collaboration entre Patrick Juvet (compositeur et interprète) et Jean-Michel Jarre (parolier), ce titre aux sonorités disco connaît un grand succès en France où il est considéré comme le premier tube disco français chanté.
Interrogation sur les conséquences du féminisme, il a changé l'image de « chanteur pour midinettes » de Patrick Juvet. Ce dernier reçoit d'ailleurs des lettres d'insultes du MLF.

## Performance dans les hits-parades
Où sont les femmes ? s'est classé dans le Top 20 du RTL Disco Show, classement RTL des meilleurs titres diffusés en club en 1977, durant neuf semaines, parvenant à atteindre la première position. Le single s'est vendu à plus de 250 000 exemplaires.

## Dans la culture
Sauf indication contraire, les informations mentionnées dans cette section peuvent être confirmées par le générique de fin de l'œuvre audiovisuelle présentée ici, ainsi que par la base de données cinématographiques IMDb,  présente dans la section « Liens externes ».
- 2004 : Mariages ! de Valérie Guignabodet (repas du mariage)
- 1996 : La Vérité si je mens ! de Thomas Gilou
- 2001 : 15 août de Patrick Alessandrin
- 2017 : Raid dingue de Dany Boon - musiques additionnelles

## Liste des pistes

### 45 tours
| 1. | Où sont les femmes ? (Extrait) | 4:13 |

| 2. | Les Bleus au cœur | 3:40 |

### Maxi 45 tours
| 1. | Où sont les femmes ? | 6:15 |

| 2. | Paris by Night | 11:45 |

## Classement & certification
| Classement (1977)                                      | Meilleure place |
| ------------------------------------------------------ | --------------- |
| Belgique (Wallonie Ultratop 50 Singles)                | 5               |
| Canada (RPM)                                           | 25              |
| France (IFOP)                                          | 6               |
| Québec (Palmarès Francophone)                          | 1               |
| Suisse (Schweizer Hitparade) Classement Suisse romande | 2               |

| Classement (1977) | Meilleure place |
| ----------------- | --------------- |
| France (IFOP)     | 41              |

### Certification
| Pays   | Organisation | Certification | Ventes/Équivalence |
| ------ | ------------ | ------------- | ------------------ |
| Canada | Music Canada | Or            | 75 000             |

## Reprises
Le titre a été repris par Les Wampas, et est présent en bonus du disque Never Trust a Live! (2004).